# Marquesado de Lazán
El marquesado de Lazán es un título nobiliario español creado por el rey Carlos II, por real cédula del 15 de septiembre de 1687 y real despacho del 19 de junio de 1688, a favor de Cayetano Rebolledo de Palafox y Martínez de Marcilla, señor de Lazán.
Las tierras que comprendieron el marquesado, adyacentes los pueblos de Salas Altas y Salas Bajas, eran de propiedad la familia Rebolledo de Palafox y Cayetano Rebolledo de Palafox las había comprado poco antes de ser nombrado I marqués, a su padre Félix, sin esperar a heredarla como hijo primogénito que era, porque quería que el marquesado llevase este nombre.
La familia Palafox tuvo un importante papel en la Guerra de la Independencia de España contra Francia.

## Marqueses de Lazán
|                                     | Titular                                               | Periodo                             |
| Creado en 1688 por el rey Carlos II | Creado en 1688 por el rey Carlos II                   | Creado en 1688 por el rey Carlos II |
| ----------------------------------- | ----------------------------------------------------- | ----------------------------------- |
| I                                   | Cayetano Rebolledo de Palafox y Martínez de Marcilla  | 1688-1692                           |
| II                                  | Bernabé Rebolledo de Palafox y Marta                  | 1692-¿?                             |
| III                                 | Juan Felipe Rebolledo de Palafox y Bermúdez de Castro | ¿?-1799                             |
| IV                                  | Luis Rebolledo de Palafox y Melzi                     | 1799-1843                           |
| V                                   | Joaquín Rebolledo de Palafox y Palafox                | 1844-1862                           |
| VI                                  | Luis Rebolledo de Palafox y Palafox                   | 1862-1868                           |
| VII                                 | José María del Pilar Rebolledo de Palafox y Guzmán    | 1868-¿?                             |
| VIII                                | José María de Mencos y Rebolledo de Palafox           | ¿?-1961                             |
| IX                                  | Alonso Álvarez de Toledo y Mencos                     | 1963-1964                           |
| X                                   | Alberto Álvarez de Toledo y Mencos                    | 1964- 2006                          |
| XI                                  | Alberto Álvarez de Toledo y Rodríguez-Ponga           | 2006-actual titular                 |

## Historia de los marqueses de Lazán
- Cayetano Rebolledo de Palafox y Martínez de Marcilla (1662-Zaragoza, 5 de noviembre de 1692), I marqués de Lazán.[2] Era hijo de Félix Rebolledo de Palafox, señor de la baronía de Monclus, Salas Altas y Bajas y de Lazán, y de su segunda esposa, Vicencia Martíne de Marcilla y Ram de Montoro.[1]

Casó, el 12 de noviembre de 1684 en Zaragoza, con Mariana Marta y Azlor, hija de Gerónimo Pérez de Pomar y Mendoza, y de Manuela de Azlor y Guasso.  Le sucedió su hijo:
- Bernabé Rebolledo de Palafox y Marta (baut. Zaragoza, 17 de junio de 1687[1]), II marqués de Lazán.[4]

Casó, el 19 de octubre de 1716 en Zaragoza, con Jerónima de Bardají Bermúdez de Castro y Urríes, hija de José Lorenzo de Aragón y Gurrea, III marqués de Cañizar, VIII marqués de Navarrés, III marqués de San Felices de Aragón, III conde de Castellflorit, X señor de la baronía de Estercuel y diputado del reino de Aragón por el estamento de próceres en 1690, y de su esposa, Josefa Cecilia de Aragón y Gurrea, VI condesa de Luna.
- Juan Felipe Rebolledo de Palafox y Bermúdez de Castro (baut. Zaragoza, 27 de enero de 1721[1]-17 de enero de 1799),[6] III marqués de Lazán,[7] V marqués de Cañizar,[7] X marqués de Navarrés, VI marqués de San Felices de Aragón, XII señor de la baronía de Estercuel y capitán general de Aragón y de Castilla la Vieja.[7]

Casó, el 7 de junio de 1768, con Paula Melzi, hija de Gaspar de Melzi y Teresa de Eril, condes de Melzi. Sucedió su hijo:

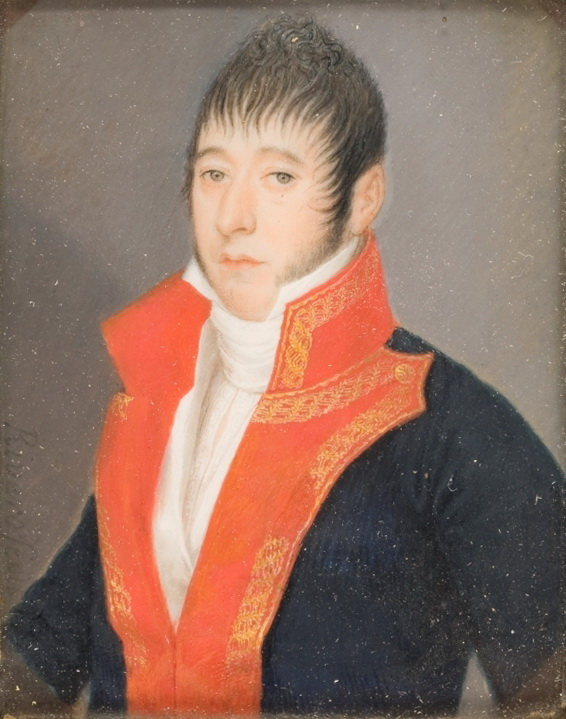
Luis Rebolledo Palafox y Melzi, IV marqués de Lazán (c. 1805), por José Alonso del Rivero (Museo del Prado)

- Luis Rebolledo de Palafox y Melzi (Zaragoza, 2 de junio de 1772-Madrid, 28 de diciembre de 1843), IV marqués de Lazán,[9] VI marqués de Cañizar, XI marqués de Navarrés, VII marqués de San Felices de Aragón, XII señor de la baronía de Estercuel, etc.[10]

Casó, en Madrid en 1797, con María Gabriela de Palafox y Portocarrero, hija de los condes de Montijo. Sucedió su hijo:
- Joaquín Rebolledo de Palafox y Palafox (m. 1862), V marqués de Lazán, VII marqués de Cañizar,[11] XII marqués de Navarrés, VIII marqués de San Felices de Aragón y XIV y último señor de la baronía de Estercuel.[11]

Casó, en 1824, con su prima hermana, María Vicenta de la Cerda y Palafox. Sin descendencia, sucedió su hermano:
- Luis Rebolledo de Palafox y Palafox (1806-7 de octubre de 1868), VI marqués de Lazán,[11] VIII marqués de Cañizar y XIII marqués de Navarrés.[11]

Casó, en Madrid, el 6 de noviembre de 1851, con María Antonia de Padua de Guzmán y Caballero, X condesa de los Arcos, grande de España. Sucedió su hijo:
- José María del Pilar Rebolledo de Palafox y Guzmán, VII marqués de Lazán y XIV marqués de Navarrés.[11]

Sin descendencia, sucedió su sobrino, hijo de su hermana María del Pilar Rebolledo de Palafox y Guzmán y de su esposo Joaquín María de Mencos y Ezpelet, IX conde de Guenduláin, V marqués de l Real Defensa, VII conde del Vado, etc.
- José María de Mencos y Rebolledo de Palafox (Pamplona, 13 de julio de 1876-San Sebastián, 15 de diciembre de 1961), VIII marqués de Lazán,[13] X marqués de Cañizar,[13][14] XI conde de los Arcos,[15] III duque de Zaragoza,[16] gentilhombre de cámara con ejercicio y servidumbre y caballero de la Real Maestranza de Caballería de Zaragoza.[17]

Casó, en 1902, con María Teresa Vázquez y Chavarri, sin descendencia. Sucedió su sobrino, hijo de su hermana María de la Blanca Mencos y Rebolledo de Palafox, XII condesa de Eril, grande de España. XV marquesa de Navarrés y marquesa de San Felices de Aragón, y de su esposo, Manuel Mariano Álvarez de Toledo y Samaniego, VI marqués de Miraflores y VIII marqués de Casa Pontejos, etc.
- Alonso Álvarez de Toledo y Mencos (Madrid, 28 de noviembre de 1896-Madrid, 19 de mayo de 1990), IX marqués de Lazán,[13][20] XI marqués de Cañizar,[13] XIII conde de Eril, VII marqués de Miraflores, IV duque de Zaragoza, XII conde de los Arcos, IX marqués de Casa Pontejos, cinco veces grande de España, XI marqués de San Felices de Aragón,  maestrante de Sevilla, embajador de España de carrera, jefe de la Casa de Toledo, por línea agnada principal.

Casó, en primeras nupcias, el 18 de julio de 1921, con Rosalía Blanca Rúspoli y Caro (París, 5 de agosto de 1898-Madrid, 28 de junio de 1926), su prima segunda, hija de Carlos Rúspoli y Álvarez de Toledo, III duque de la Alcudia, III de Sueca y XVII conde de Chinchón, tres veces grande de España, y de María del Carmen Caro y Caro, su primera mujer, de los condes de Caltavuturo. Contrajo un segundo matrimonio, en Madrid, el 25 de septiembre de 1935, con María del Rosario Mencos y Armero (Sevilla, 6 de octubre de 1915-Madrid, 24 de diciembre de 2019), su prima segunda y sobrina carnal de su madrastra, hija de Alberto Mencos y Sanjuán, VIII conde del Fresno de la Fuente, maestrante de Sevilla, y de María de la Concepción Armero y Castrillo, de los marqueses del Nervión, naturales de Sevilla. Sucedió, en 1964, su hijo del segundo matrimonio a quien cedió el título:
- Alberto Álvarez de Toledo y Mencos, X marqués de Lazán,[13] XV conde de Eril, grande de España,[21] maestrante de Sevilla, maestrante de Zaragoza y caballero de Orden de Malta.

Casó, el 11 de septiembre de 1971, con María de la Soledad Rodríguez-Ponga y Salamanca (n. Madrid, 26 de marzo de 1949), hija de Pedro Rodríguez-Ponga y Ruiz de Salazar, Gran Cruz de Isabel la Católica y de Carlos III, caballero del Real Cuerpo de la Nobleza de Madrid, caballero de la S.O.M. Malta, y de Soledad de Salamanca y Laffitte, de los condes de Campo Alange. Sucedió su hijo:
- Alberto Álvarez de Toledo y Rodríguez-Ponga (n. 1978), XI marqués de Lazán.[22]